# وی‌بی ۱۰
وی‌بی ۱۰ یک ستاره است که در صورت فلکی عقاب قرار دارد.